# Сокольники (район Москвы)
Соко́льники — район в Восточном административном округе города Москвы, а также одноимённый муниципальный округ.
На территории района расположен самый посещаемый в Москве парк «Сокольники».

## История
Сокольниками изначально назывался вековой сосновый бор, примыкавший к Москве с северо-восточной стороны. Продолжением этого бора является парк Лосиный остров.
Сокольники с XV века были заповедной рощей для великокняжеских, а затем царских соколиных охот. Любимым местом гулянья для москвичей Сокольники стали со времён Петра Великого. В начале XVIII века возникла Сокольническая слобода, в которой проживали сокольники, содержащие и обучавшие соколов для царской охоты. В период правления императрицы Анны Иоанновны в ней проживали ружейные егеря, появившиеся после распространения охотничьих ружей и сопровождавшие высокопоставленны особ  во время псовой и соколиной охоты. Слобода находилась к северу от современной Русаковской улицы и к западу от села Преображенское — в районе современной улицы Сокольническая Слободка.
С прокладкой Камер-Коллежского вала территория нынешнего района Сокольники в 1742 году была включена в таможенную границу Москвы. Со 2-й половины XIX века началась массовая застройка Сокольников. В конце XIX века значительная часть бора была разделана под парк, окружённый массой дач.
Район Москвы с 1890 года. В 1935 году соединён с центром города линией метрополитена (станция «Сокольники» — первая станция метро за пределами современного Центрального округа).

## Транспорт
В районе 34 улицы, по которым проходят 11 автобусных и 8 трамвайных маршрутов, действуют станция метрополитена «Сокольники» Сокольнической линии и станция «Сокольники» Большой кольцевой линии. Рядом с районом располагаются станции метро «Электрозаводская», «Преображенская площадь», «Красносельская». Также на территории района расположена железнодорожная платформа Ярославского направления МЖД Москва-3.

## Население
| 2002    | 2010    | 2011    | 2012    | 2013    | 2014    | 2015    |
| ------- | ------- | ------- | ------- | ------- | ------- | ------- |
| 54 975  | ↗57 444 | ↗57 523 | ↗58 211 | ↗58 621 | ↗59 583 | ↗59 958 |
| 2016    | 2017    | 2018    | 2019    | 2020    | 2021    | 2023    |
| ↗60 723 | ↗60 834 | ↗61 164 | ↗61 487 | ↗61 649 | ↘59 769 | ↗59 914 |
| 2024    |         |         |         |         |         |         |
| ↗60 396 |         |         |         |         |         |         |

### Национальный состав
По итогам переписи населения 2020 года проживали следующие национальности (национальности менее 0,1 % и другое, см. в сноске к строке «Другие»):
| Национальность | Численность, чел. | Доля     |
| -------------- | ----------------- | -------- |
| Русские        | 39 041            | 65,32 %  |
| Татары         | 659               | 1,10 %   |
| Украинцы       | 459               | 0,77 %   |
| Армяне         | 355               | 0,59 %   |
| Азербайджанцы  | 244               | 0,41 %   |
| Евреи          | 218               | 0,36 %   |
| Узбеки         | 180               | 0,30 %   |
| Киргизы        | 168               | 0,28 %   |
| Таджики        | 165               | 0,28 %   |
| Белорусы       | 145               | 0,24 %   |
| Грузины        | 111               | 0,19 %   |
| Осетины        | 86                | 0,14 %   |
| Чуваши         | 84                | 0,14 %   |
| Казахи         | 82                | 0,14 %   |
| Мордва         | 69                | 0,12 %   |
| Чеченцы        | 60                | 0,10 %   |
| Другие         | 17 643            | 29,52 %  |
| Итого          | 59 769            | 100,00 % |

## Промышленность
На территории района расположены следующие промышленные предприятия:
- Сокольнический вагоноремонтный завод «СВАРЗ»
- Мелькомбинат имени Цюрупы
- Трамвайное депо имени Русакова
- Макаронная фабрика «Экстра М»

На территории района расположены следующие научные организации:
- НПО «Геофизика»
- Центральный научно-исследовательский институт туберкулёза
- Центральный научно-исследовательский кожно-венерологический институт (ЦНИКВИ)

## Социальные объекты
- ЭкоЦентр и Музейно-просветительский комплекс «Сокольники»
- Дворец спорта «Сокольники»
- Олимпийский центр имени братьев Знаменских

В районе функционирует 11 государственных образовательных учреждений для детей, 10 дошкольных детских учреждений, 7 больниц, 9 госпиталей и 4 поликлиники, 4 библиотеки, театр Романа Виктюка.

## Русская православная церковь
Храм Тихона Задонского
Храм Тихона Задонского — построенный в 1876 году (перестроен к 2004 году) по заказу городского главы И. А. Лямина архитектором П. П. Зыковым деревянный православный храм в русском стиле. Основной объём храма — кубический четверик, плавно переходящий к уменьшенному восьмерику, а затем к шатру, увенчанному маленькой луковичной главкой на восьмигранном барабане. В 1995—2004 годах был перестроен заново по проекту архитектора Н. С. Василенко. Главный престол — святителя Тихона Задонского.
Приделы:
- Святой равноапостольной княгини Ольги,
- Преподобного Серафима Саровского.

Храм Воскресения Христова
Храм Воскресения Христова — построенный в 1909—1913 годах по проекту архитектора П. А. Толстых православный храм в стиле модерн. Здание имеет вид креста с алтарной частью, вопреки традиции ориентированной на юг — к месту рождения Христа. Из девяти главок центральная позолочена, остальные — чёрные. Главный престол — Воскресения Христова.
Приделы:
- Иконы Божией Матери «Всех Скорбящих Радость»,
- Апостолов Петра и Павла,
- Рождества Христова (в подклете).

 Объект культурного наследия № 7710780000
Храм Рождества Иоанна Предтечи
Храм Рождества Иоанна Предтечи построен в 1915—1917 годах по проекту архитектора Московской городской управы Н. Л. Шевякова. С 1923 по 1998 год был закрыт.
Храм Живоначальной Святой Троицы при больнице Св. Владимира.
Храм Благовещения Пресвятой Богородицы (храм ВДВ).

## Парки и скверы
Примерно половину площади района занимает парк культуры и отдыха «Сокольники» и сквер. После окончания строительства станции БКЛ «Сокольники» планируется обустроить Сокольническую площадь и создать новое общественное пространство.
ПКиО «Сокольники» — одно из самых больших в России и Европе городских рекреационных пространств. Площадь парка составляет 516 Га. Исторически в XVI—XVII веках на его месте находились леса, где часто проходили царские соколиные охоты — отсюда пошло название местности. В 1959 году в «Сокольниках» проходила американская национальная выставка «Промышленная продукция США». С 2009 года 229,2 Га площади парка имеет статус особо охраняемой природной территории регионального значения. В парке «Сокольники» находится 13 водоёмов: каскад из шести Путяевских прудов, каскад из пяти Оленьих прудов, Золотой и Собачий пруды. Парк имеет радиально-кольцевую структуру: от Сокольнического круга, расположенного у центрального входа, расходятся восемь аллей. С 2011 по 2015 парк пережил масштабную реконструкцию, в результате которой количество посетителей выросло в шесть раз. Сегодня[когда?] парк располагает развитой инфраструктурой: здесь есть парк аттракционов, несколько музеев, коворкинг, спортивные объекты (в том числе, скейт-парк — обновлён в 2018 году), кафе и прочее. В парке есть детская площадка для детей с ограниченными возможностями «Изумрудный город», кинологический центр, конгрессно-выставочный центр и тематическое пространство «Сад астрономов» (обновлён в 2019 году). Летом 2020 года в парке открылся обновлённый аттракцион «Колесо обозрения» высотой 35 метров, что соответствует высоте 12-этажного дома. В 2020 году в парке открылся после благоустройства «Сиреневый сад», закрытый на реконструкцию в июне 2019 года.
Сквер ВДВ — небольшая зелёная зона между улицами 5-я Сокольническая и Матросская Тишина, рядом с Церковью Благовещения Пресвятой Богородицы. Храм входит в состав патриаршего подворья и является храмом воздушно-десантных войск РФ, из-за чего сквер получил народное название «Сквер ВДВ». В 2019 году был благоустроен по программе мэра Москвы «Мой район»: в сквере обновили дорожное покрытие, заменили фонари, установили новые МАФы.

## Достопримечательности
Постройки Константина Мельникова
На территории района расположены два здания работы выдающегося советского архитектора Константина Мельникова:
- Дом культуры имени И. В. Русакова (ул. Стромынка, д. 6)
- Клуб фабрики «Буревестник» (ул. 3-я Рыбинская, д. 17 стр. 1)

## Разное
- Следственный изолятор «Матросская тишина»

## Галерея
- Храм Тихона Задонского
- Храм Воскресения Христова
- Храм Рождества Иоанна Предтечи
- Станция метро «Сокольники» в наши дни
- Дом культуры имени И. В. Русакова в 1930-е годы
- Дом культуры имени И. В. Русакова в наши дни
- Клуб фабрики «Буревестник»
- Дворец спорта «Сокольники»
- Торговый центр "Сокольники"